# 麥斯米蘭

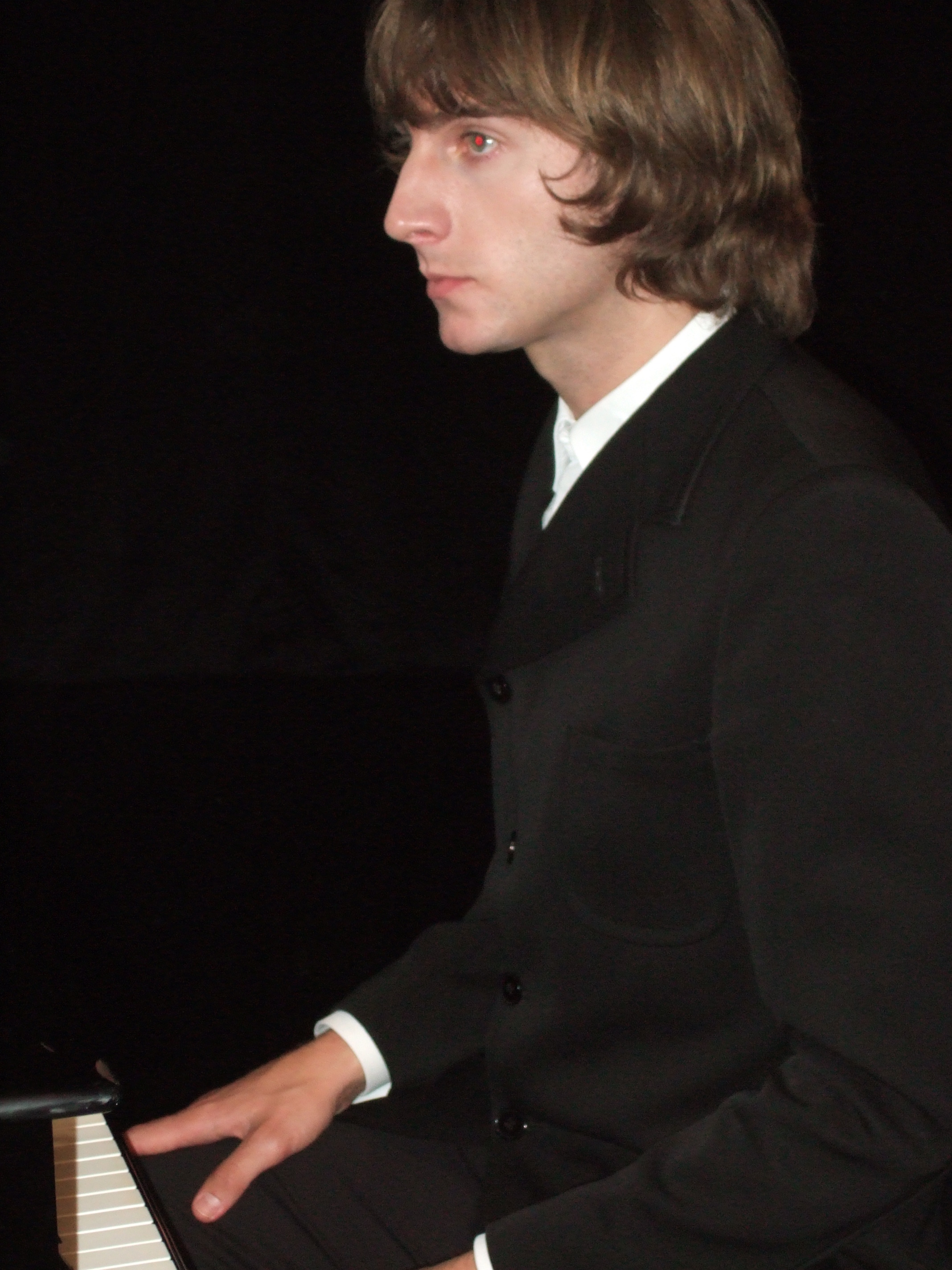
麥斯米蘭

麥斯米蘭·海克（德語：Maximilian Hecker，1977年7月26日—），德國流行音樂家，以表演轻而空风格的音乐而著名。他最早在數個德國小眾樂團擔任鼓手，後來因demo帶受到Kitty-Yo唱片公司注意，2001年簽約發行了首張專輯《永恆情歌》。迄今，麥斯米蘭已舉辦過數場歐洲巡迴演出，出版了10張錄音室專輯。

## 音樂作品

### 錄音室專輯
- 2001 永恆情歌 Infinite Love Songs (CD) - Kitty-Yo
- 2003 玫瑰 Rose (CD) - Kitty-Yo
- 2005 睡美人 Lady Sleep (CD) - Kitty-Yo
- 2006 冰山處子 I'll Be A Virgin, I'll Be A Mountain - V2 Records
- 2007 曾經我是 Once I Was
- 2008 有朝一日 One Day
- 2010 凡夫俗子 I Am Nothing But Emotion, No Human Being, No Son, Never Again Son
- 2012 幸福幻覺 Mirage Of Bliss
- 2015 意亂情迷 Spellbound Scenes Of My Cure
- 2018 悲傷小情歌 Wretched Love Songs

## 外部連結
- 麥斯米蘭官方網站 （页面存档备份，存于）
- 麥斯米蘭 （页面存档备份，存于）在MySpace
- 麥斯米蘭在MusicBrainz上的頁面（英文）